# Dmitri Alexandrowitsch Zwetkow

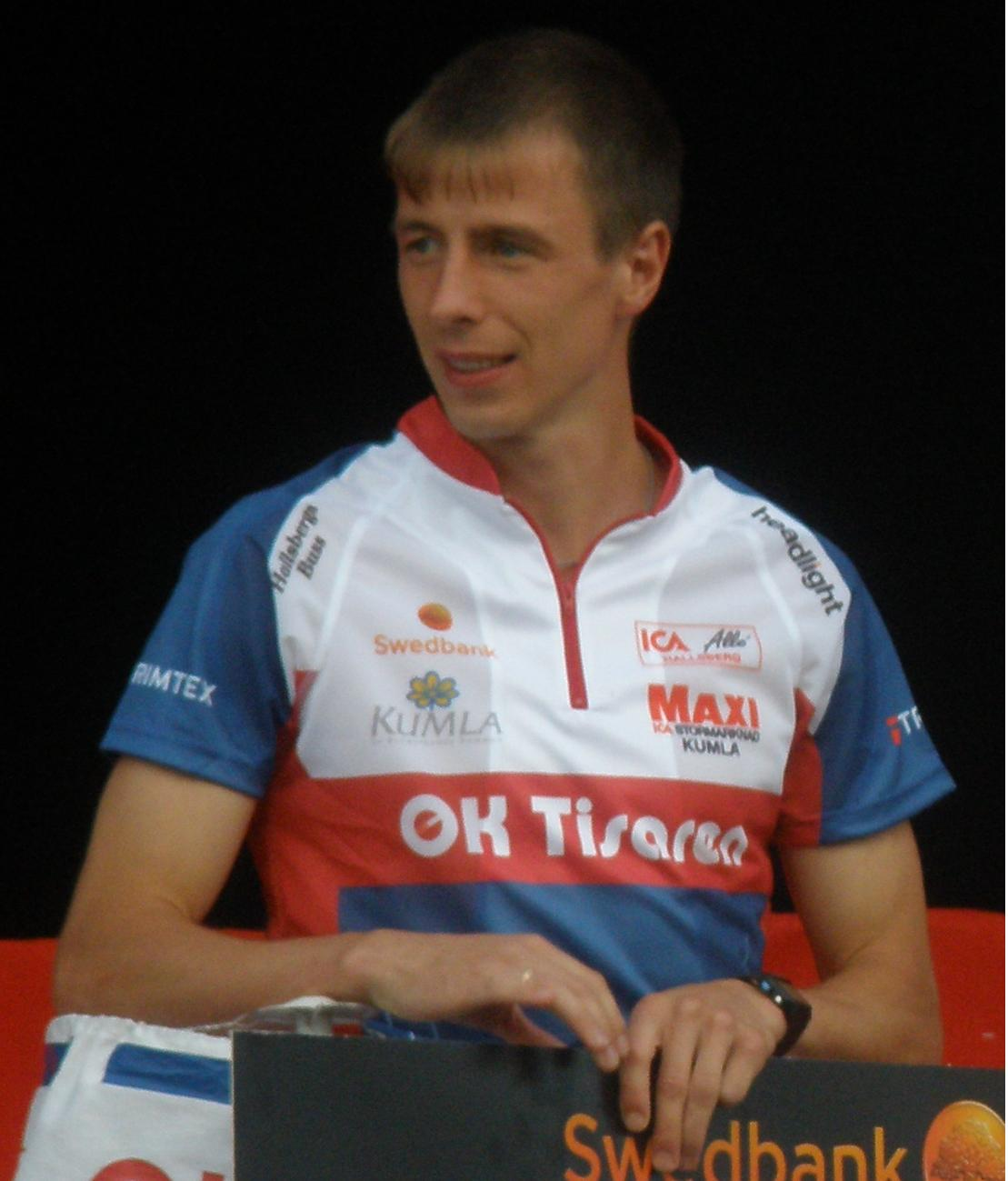
Zwetkow beim O-Ringen 2008.

Dmitri Alexandrowitsch Zwetkow (russisch Дмитрий Александрович Цветков, wiss. Transliteration Dmitrij Aleksandrovič Cvetkov; * 10. September 1983 in Kirowsk) ist ein russischer Orientierungsläufer.
Zwetkow wurde 2003 in Estland Junioren-Weltmeister auf der Langdistanz und mit der russischen Staffel. 2005 wurde er erstmals für eine Herren-Weltmeisterschaft nominiert. Dabei verpasste er bei zwei Starts jeweils die Qualifikation für das Finale. Danach nahm er erst 2008 wieder an internationalen Meisterschaften teil. Bei den Europameisterschaften im lettischen Ventspils 2008 siegte er so nun auf der Langdistanz und gewann mit Andrei Chramow und Walentin Nowikow in der Staffel. Bei den Weltmeisterschaften 2008 und 2009 gewann er mit der Staffel jeweils Silber, 2010 wurde er Weltmeister mit der Staffel. Zudem holte er bei den World Games 2009 in Taiwan Gold mit der Mixed-Staffel und Silber im Einzelwettbewerb.

## Platzierungen
| Weltmeisterschaften | Sprint | Mittel | Lang | Staffel |
| ------------------- | ------ | ------ | ---- | ------- |
| 2005 Aichi          |        | nq     | nq   |         |
| 2008 Olomouc        |        | 43.    | 16.  | 2.      |
| 2009 Miskolc        | nq     |        | 5.   | 2.      |
| 2010 Trondheim      | 20.    |        | 10.  | 1.      |
| 2011 Savoie         |        |        | 12.  | 5.      |

| Europameisterschaften | Sprint | Mittel | Lang | Staffel |
| --------------------- | ------ | ------ | ---- | ------- |
| 2008 Ventspils        |        | 24.    | 1.   | 1.      |
| 2010 Primorsko        |        | 25.    |      | 7.      |

| World Games    | Sprint | Mittel | Lang | Staffel |
| -------------- | ------ | ------ | ---- | ------- |
| 2009 Kaohsiung |        | 2.     |      | 1.      |

| Junioren-WM   | Sprint | Mittel | Lang | Staffel |
| ------------- | ------ | ------ | ---- | ------- |
| 2002 Alicante |        | 12.    | 63.  |         |
| 2003 Põlva    |        | 33.    | 1.   | 1.      |

| Gesamt-Weltcup | Gesamt-Weltcup |
| -------------- | -------------- |
| 2005           | 75.            |
| 2008           | 15.            |
| 2009           | 29.            |
| 2010           | 27.            |
| 2011           | 63.            |